# Восте, Матиас
Матиас Восте (фр. Mathias Vosté; род. 20 мая 1994 года, Брюгге, Бельгия) — бельгийский конькобежец, участник зимних Олимпийских игр 2018 года. Спортсмен года 2011 в Брюгге.

## Биография
Матиас Восте родился в городе Брюгге, провинция Западная Фландрия, Бельгия. Заниматься конькобежным спортом начал с детства, когда родители взяли его с собой на каток. До сезона 2015/2016 года больше специализировался на шорт-треке. Параллельно занимается спидскейтингом и представлял национальную сборную Бельгии на чемпионате мира по спидкейтингу 2017 года в португальском городе — Лагуш. Эти соревнования принесли ему две медали: бронзу в мужском забеге на 300 м и золото в мужской эстафете на 3000 м. Профессионально тренируется на базе клуба «Boudewijnpark Shorttrack Club» в Брюгге, под руководством австралийца — Десли Хилла. Восте обучался в Католическом колледже Вивес Норд в Остенде, где получил специальность — электротехник.

### Спортивная карьера
В настоящее время в активе Восте нет медалей добытых на каких либо соревнованиях. Лучшим его выступлением, на данный момент, было участие на чемпионате Европы по конькобежному спорту 2018 года, что проходил в российском городе — Коломна. 7 февраля в мужском масс-старте с результатом 8.41,93 (5 очков) он занял шестое место забега.
На зимних Олимпийских играх 2018 Восте был заявлен для участия в забеге на 500, 1000 и 1500 м. 13 февраля в забеге на 1500 м Восте финишировал с результатом 1:47 .34 (+3.33). В общем итоге он занял 23-е место. 19 февраля в забеге на 500 м он финишировал с результатом 35.546 (+1.13) и в общем итоге занял 32-е место. 23 февраля в забеге на 1000 м Восте финишировал с результатом 1:11.24 (+3.29). В общем итоге он занял 35-е место.